# ميشال كاربوفنيك
ميشال كاربوفنيك (مواليد 13 مارس 2001) هو لاعب كرة قدم بولندي يلعب في مركز الوسط أو الدفاع في نادي برايتون أند هوف ألبيون.

## روابط خارجية
- ميشال كاربوفنيك على موقع الاتحاد الأوربي (الإنجليزية)
- ميشال كاربوفنيك على موقع قاعدة بيانات كرة القدم.إي يو (الإنجليزية)
- ميشال كاربوفنيك على موقع ناشيونال فوتبول تيمز (الإنجليزية)
- ميشال كاربوفنيك على موقع Soccerbase.com (لاعب) (الإنجليزية)
- ميشال كاربوفنيك على موقع Soccerway.com (الإنجليزية)
- ميشال كاربوفنيك على موقع عالم كرة القدم.نت (الإنجليزية)